# AQインタラクティブ
株式会社AQインタラクティブ（エーキューインタラクティブ）は、かつて存在した日本のゲームソフト開発・販売会社。「AQ」は「Artistic Quality」の略であるとともに、「永久」という意味もかけていた。

## 概要
2000年3月、元セガ社長の中山隼雄などにより設立された株式会社キャビアが前身。以降、元UPLの藤沢勉が設立した株式会社スカラベや、同じく元セガの石井洋児や大島直人が設立した株式会社アートゥーンなどの子会社化を進め、2005年、それまでのキャビアから社名変更する形で誕生した。
2011年10月1日、マーベラスエンターテイメントを存続会社として、ライブウェアと共に吸収・消滅し、株式会社マーベラスAQLとなった。消滅前は、ブラウザ三国志を中心としたブラウザゲームの開発・運営、前述の子会社を吸収統合しての受託開発を主な業務としていた。

## 沿革
- 2000年（平成12年）3月 - 株式会社キャビア設立。
- 2002年（平成14年）
  - 3月 - 資本金3億円で東京都港区虎ノ門に設立。
  - 4月 - 本社を東京都港区虎ノ門から東京都目黒区へ移転。
  - 9月 - 株式会社スカラベを連結子会社化。
- 2004年（平成16年）5月 - 本社を東京都目黒区から東京都港区六本木へ移転。株式会社アートゥーンを連結子会社化。
- 2005年（平成17年）
  - 3月 - スカラベの商号を株式会社フィールプラスへと変更。
  - 10月1日 - 商号を「キャビア」から「AQインタラクティブ」に変更。新たに株式会社キャビアを連結子会社化として設立。
- 2007年（平成19年）
  - 2月28日 - ジャスダックに上場（2008年5月29日に上場廃止）。
  - 6月26日 - XSEED JKS, Inc.を連結子会社化。
- 2008年（平成20年）
  - 3月25日 - 東京証券取引所2部に上場（2011年9月28日上場廃止）。
  - 5月9日 - 株式会社マイクロキャビンを連結子会社化。
- 2009年（平成21年）
  - 4月16日 - 株式会社リンクシンクを連結子会社化。
  - 6月29日 - 本社を東京都港区六本木から東京都品川区東品川へ移転。
- 2011年（平成23年）
  - 1月14日 - マイクロキャビンの株式の内85%を株式会社フィールズへ譲渡し、連結から外れる。
  - 5月1日 - アーケードゲーム事業の一部を株式会社エンハートへ譲渡。
  - 5月10日 - 株式会社マーベラスエンターテイメント、株式会社ライブウェアとの合併を発表。
  - 8月1日 - アートゥーン、キャビア、フィールプラスを吸収合併。[2]
  - 10月1日 - マーベラスエンターテイメントを存続会社として、ライブウェアと共に吸収・消滅。株式会社マーベラスAQLとなる。

## 製品

### 家庭用ゲーム
| 発売日         | タイトル                                                     | ハード               | 開発元                             |
| -------------- | ------------------------------------------------------------ | -------------------- | ---------------------------------- |
| 2005年12月10日 | テトリス ザ・グランドマスターエース                          | Xbox 360             |                                    |
| 2006年1月26日  | 通信対戦麻雀 闘龍門                                          | Xbox 360             |                                    |
| 2006年2月23日  | 実録 鬼嫁日記                                                | PlayStation Portable |                                    |
| 2006年7月13日  | ラブ★コン ～パンチDEコント～                                 | PlayStation 2        |                                    |
| 2006年7月27日  | バレットウィッチ                                             | Xbox 360             | キャビア                           |
| 2006年10月12日 | ドライバー パラレルラインズ                                  | PlayStation 2        | Reflections Interactive            |
| 2007年1月25日  | ヴァンパイアレイン                                           | Xbox 360             | アートゥーン                       |
| 2007年6月21日  | はじめの一歩レボリューション                                 | Wii                  |                                    |
| 2007年10月11日 | アルカナハート                                               | PlayStation 2        | エコールソフトウェア               |
| 2007年11月15日 | アナタヲユルサナイ                                           | PlayStation Portable | キャビア ツェナネットワークス      |
| 2007年12月6日  | ぽろろんっ!ドコモダケDS                                      | ニンテンドーDS       |                                    |
| 2008年6月26日  | ザ ワールド オブ ゴールデンエッグス ノリノリリズム系         | ニンテンドーDS       | アートゥーン                       |
| 2008年7月24日  | KORG DS-10                                                   | ニンテンドーDS       | コルグ プロキオンスタジオ キャビア |
| 2008年8月21日  | ヴァンパイアレイン -アルタードスピーシーズ-                  | PlayStation 3        | アートゥーン                       |
| 2008年9月4日   | ブルードラゴン プラス                                        | ニンテンドーDS       | ミストウォーカー フィールプラス    |
| 2008年10月16日 | AWAY シャッフルダンジョン                                    | ニンテンドーDS       | アートゥーン                       |
| 2009年2月19日  | ザ ワールド オブ ゴールデンエッグス ノリノリ歌できちゃって系 | Wii                  | アートゥーン                       |
| 2009年4月9日   | すっごい!アルカナハート2                                     | PlayStation 2        | エコールソフトウェア               |
| 2009年6月18日  | ザ★歌謡ジェネレーション                                      | ニンテンドーDS       | アートゥーン                       |
| 2009年7月30日  | 恐怖体感 呪怨                                                | Wii                  | フィールプラス                     |
| 2009年9月17日  | KORG DS-10 PLUS                                              | ニンテンドーDS       | コルグ プロキオンスタジオ キャビア |
| 2009年11月12日 | ひぐらしの哭く頃に 雀                                        | PlayStation Portable |                                    |
| 2011年4月7日   | キュービックニンジャ                                         | ニンテンドー3DS      | AQインタラクティブ                 |

- 出典：[3]

### 業務用ゲーム
- ポケモンバトリオ（タカラトミーとの共同事業）
- みんなでダービー（エンハートへ移管）
- ひぐらしの哭く頃に 雀（エンハートへ移管）

### ブラウザゲーム
- ダービーマスター
- ブラウザ三国志
- ブラウザプロ野球
- よみがえれ☆絶滅動物
- バカとテストと召喚獣
- ほうりだしダンジョン

## 受託開発作品
- ラストストーリー（任天堂） - ミストウォーカーとの共同開発
- アニマルリゾート 動物園をつくろう!!（マーベラスエンターテイメント）
- ノーモア★ヒーローズ レッドゾーンエディション（マーベラスエンターテイメント）

## 過去のグループ会社
XSEED JKS, Inc.とリンクシンクはマーベラスAQLの子会社となった。
- アートゥーン（2011年8月吸収、離脱組が2010年6月にアーゼストを設立）
- XSEED JKS, Inc.（2004年8月設立） - 北米地域での製品販売及び市場調査
- キャビア（2011年8月吸収、離脱組はオルカやトイロジックなどへ移籍）
- フィールプラス（2011年8月吸収）
- マイクロキャビン（2011年1月売却）
- リンクシンク - 携帯電話向けコンテンツ制作